# 阿莉萨·奥若吉娜
阿莉萨·奥若吉娜（Alisa Ozhogina，2000年10月31日—），俄罗斯-西班牙女子花样游泳运动员，2022年世界游泳锦标赛焦点自选铜牌得主、2023年世界游泳锦标赛女子双人技术自选铜牌得主。